# Monilinia
Monilinia es un género de hongos en la familia Sclerotiniaceae.
Los hongos Monilinia son patógenos para Rosaceae y Ericaceae y a menudo causan pérdidas importantes en los cultivos. El género a veces se divide en dos secciones según si poseen disyuntores: estructuras pequeñas en hongos maduros que ayudan a dispersar las esporas.
Hay alrededor de treinta especies conocidas en este género. La mayoría de los estudios de los hongos se centra en sus efectos patogénicos hacia las manzanas, las peras y otras frutas. La enfermedad que causa se conoce como podredumbre marrón.

## Daños
La moniliosis es una enfermedad criptogámica en los árboles frutales provocada por dos especies de hongos del género Monilinia también llamada Monilia: Monilinia fructigena ataca principalmente los frutos de semillas, Monilinia laxa en cambio ataca los frutos de Drupa.
La moniliosis penetra en el fruto por las heridas de la granizada o picaduras de insectos, los golpes por los picos de las aves y las mordeduras de insectos varios. Un clima húmedo al momento del florecimiento favorece la aparición de la moniliosis. Los frutos se recubren entonces de una mancha marrón y de puntos blancos repartidos en círculos concéntricos ordenados.
Los frutos quedan sobre el árbol momificados sin caer

## Historia
En 1796, Persoon describió por primera vez los conidios de una especie que él llamó Torula fructigena. La especie actualmente se llama Monilia fructigena.

## Especies afectadas
Gairebé describió por primera vez los conidios. Casi todas las especies frutales de la familia de las rosáceas son sensibles a la moniliosis (manzano, peral, cerezo, ciruelo, melocotonero, membrillero, albaricoquero y almendro), pero hay cultivares resistentes a estos hongos.

## Galería

Monilinia y sus efectos
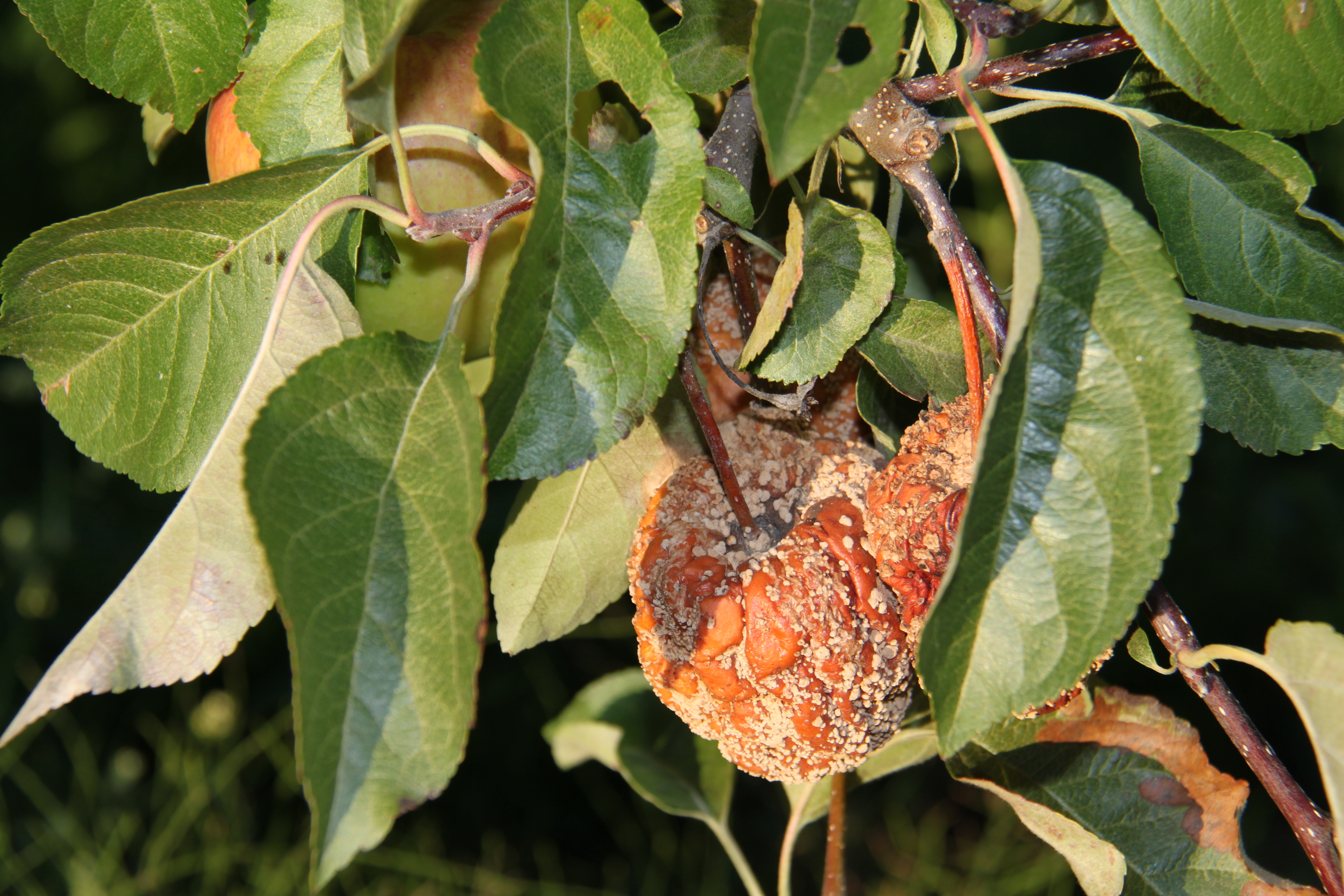
Efecto de la momificación de la fruta por Monilinia en un manzano.
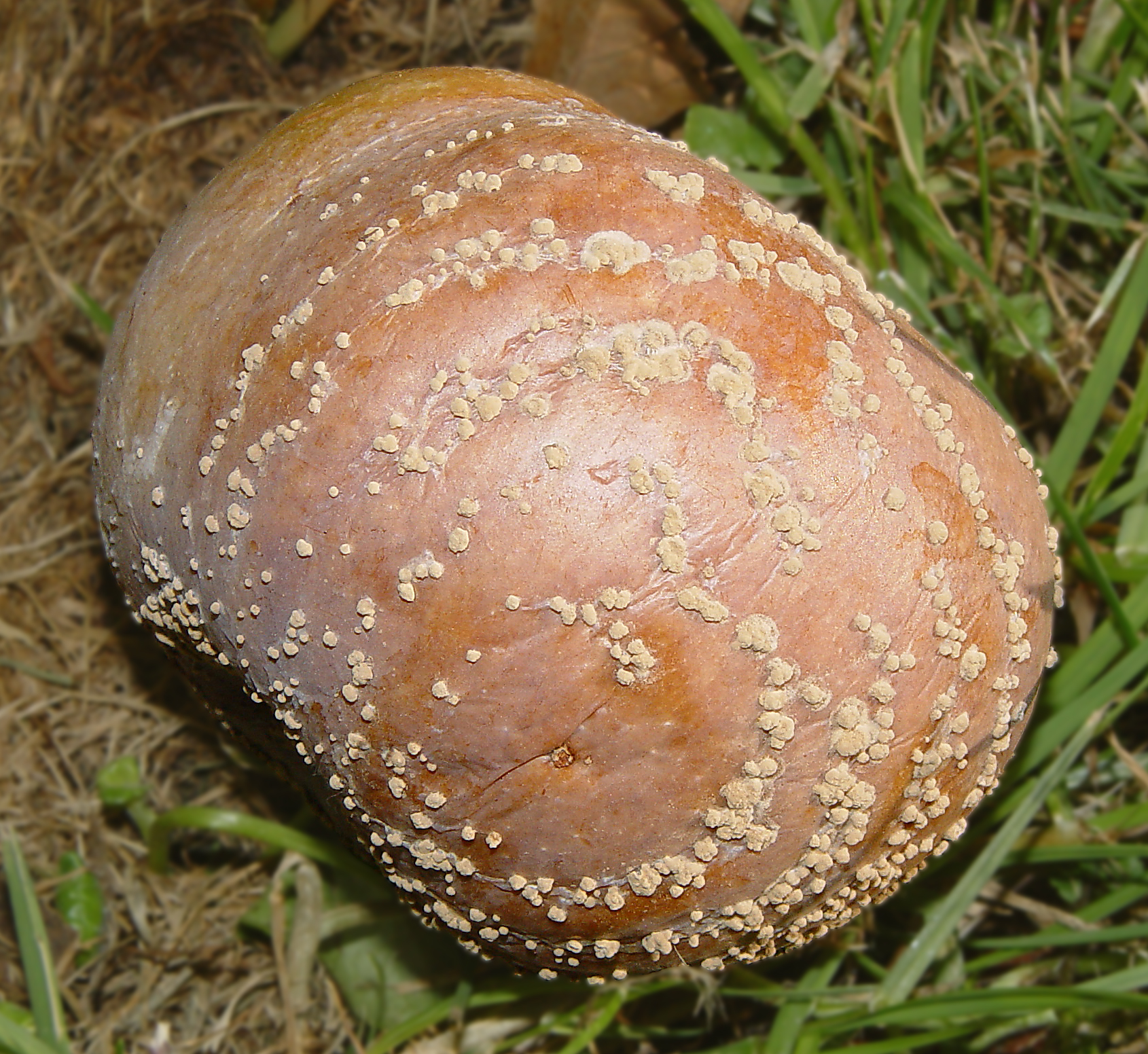
Manzana afectada por conidios de Monilinia (momificación de la fruta).
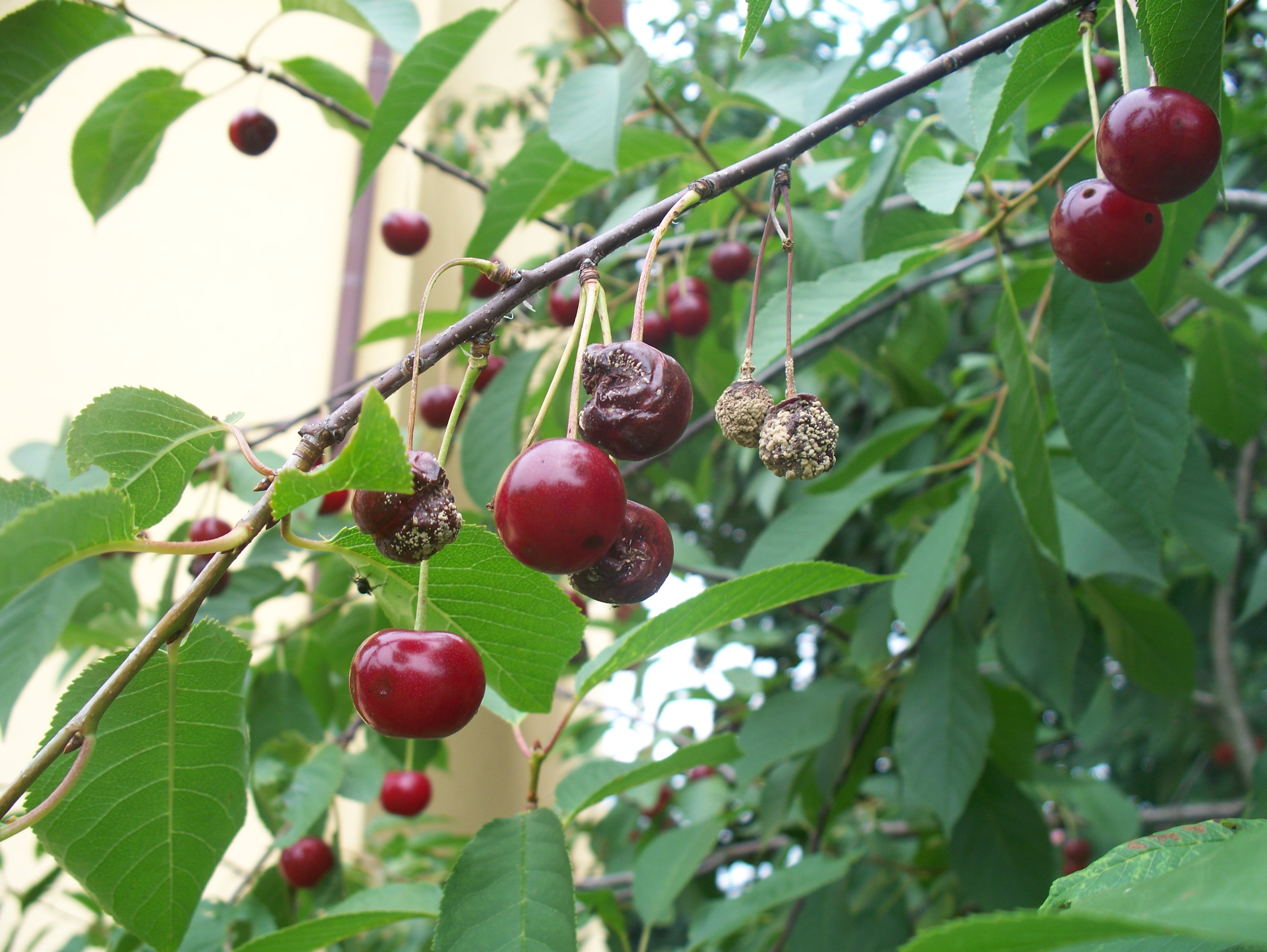
Efectos en los cerezos por Monilinia laxa.